# 178294 Wertheimer
178294 Wertheimer este un asteroid din centura principală, descoperit pe 11 octombrie 1990, de Freimut Börngen și Lutz Schmadel.